# Юницький Анатоль
Юницький Анатоль, Юницький Анатолій Іванович (31 березня 1912, Ніжин — † 12 травня 1976, Луцьк)  — актор, характерний комік, народний артист УРСР.

## Життєпис
Після закінчення Ніжинської семирічної трудової школі 1927 року Юницький А. І. вступив до Ніжинського агротехнікуму на механічний відділ. Після його закінчення 1930 року почав працювати формувальником-ливарником на механічному заводі в м. Сальськ Ростовської обл. На заводі почав брати активну участь у художній самодіяльності. Згодом Юницький був зарахований учнем студії українського музично-драматичного театру «Червоний Жовтень» Ростовського тресту театрів.
1934 року Червоний Жовтень з'єднали з Краєвим театром ім.  Г. І. Петровського.
Наприкінці 1935 його було розформовано, і актору запропонували роботу у Харківському робітничо-селянському театрі з базою у м.Лубни. Пізніше театр перейменували в робітничо-колгоспний театр ім. Саксаганського з базою в м. Полтаві. У цьому театрі Анатолій Іванович працював до 17 серпня 1941, після чого актор з театром Полтавської області був евакуйований на роботу в Саратовську область у м. Балаково.
У травні 1944 за постановою Уряду театр був відкликаний в Україну у м. Миргород.
У березні 1945 Миргородський пересувний театр було переведено до м.Луцька і об'єднано з Волинським обласним драматичним театром. Серед переведених був і Юницький А. І.

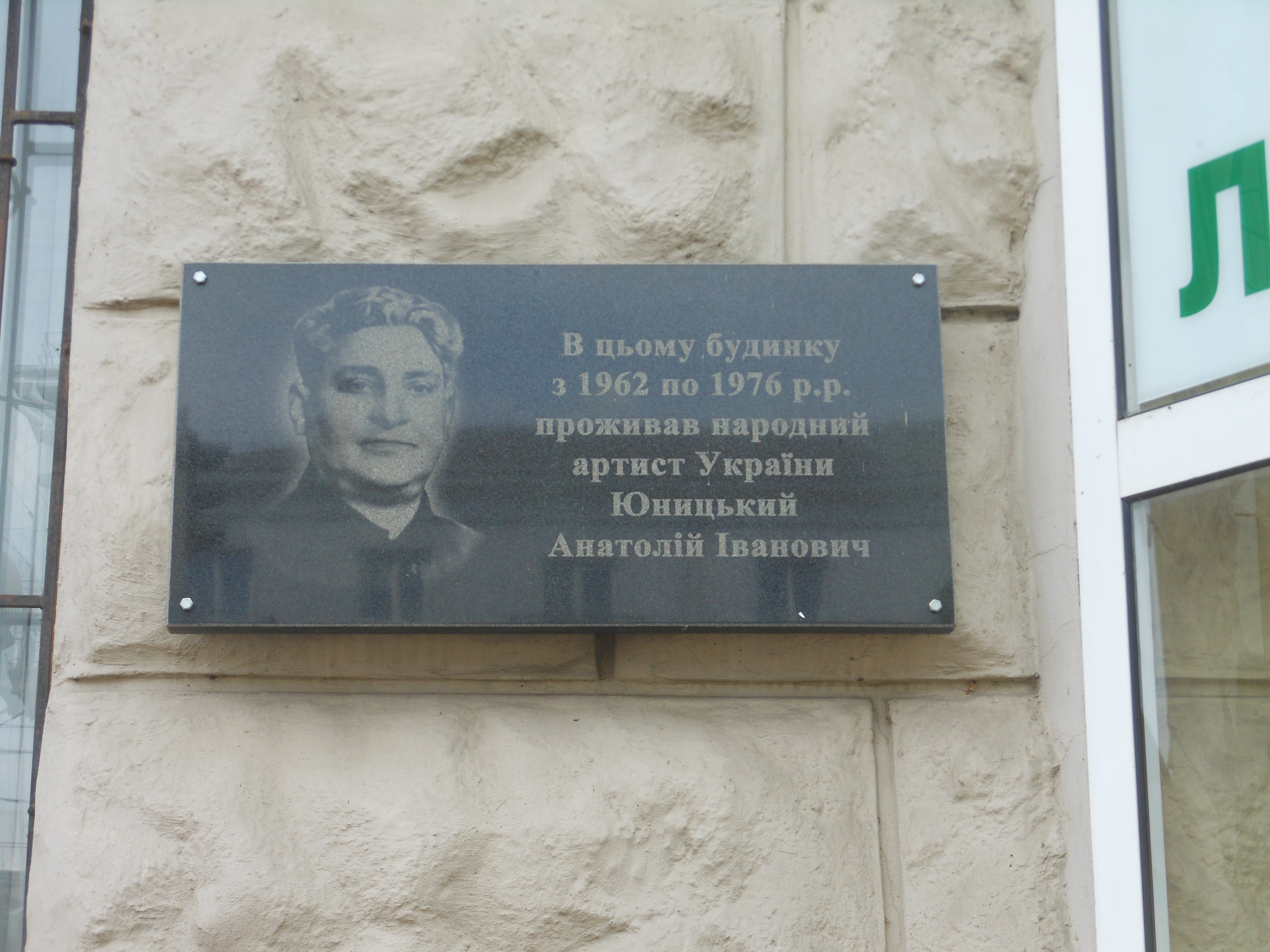
Меморіальна дошка Юницькому Анатолію в Луцьку

Помер актор на 64 році життя в Луцьку.

## Досягнення
- 28 березня 1957 за високі творчі досягнення актору Юницькому А. І. було присвоєно почесне звання заслуженого артиста Української РСР.
- 27 жовтня 1967 Юницького А. І. нагородили орденом «Знак пошани».
- У 1968 йому було присвоєно звання народного артиста УРСР.

## Творчий доробок
Головні ролі: Шельменко («Шельменко-денщик», Ґ. Квітки-Основ'яненка), Микола («Наталка Полтавка» І. Котляревського), Хлестаков («Ревізор» М. Гоголя), Фіґаро («Весілля Фіґаро» П.-О. Бомарше), Довгоносик («В степах України» О. Корнійчука), Вітровий («Калиновий гай» Корнійчука) та ін.